# Юльяновка (Кемеровская область)
Юльяновка — деревня в Юргинском районе Кемеровской области России. Входит в состав Арлюкского сельского поселения.

## География
Деревня находится в северо-западной части области, вблизи истока реки Киик, на расстоянии примерно 30 километров (по прямой) к юго-юго-западу (SSW) от районного центра города Юрга. Абсолютная высота — 246 метров над уровнем моря.

## История
Хутор Юлиановский был основан в 1907 году. По данным 1926 года имелось 31 хозяйство и проживало 156 человек (в основном — немцы). В административном отношении населённый пункт входил в состав Васильевского сельсовета Болотнинского района Томского округа Сибирского края.

## Население
| 2010 |
| ---- |
| 117  |

Половой состав
По данным Всероссийской переписи населения 2010 года в гендерной структуре населения мужчины составляли 47,9 %, женщины — соответственно 52,1 %.
Национальный состав
Согласно результатам переписи 2002 года, в национальной структуре населения русские составляли 84 % из 140 чел.

## Улицы
Уличная сеть деревни состоит из трёх улиц. Садовая, Центральная и Весенняя.